# Морозини, Пьерина
Пьерина Морозини (итал. Pierina Morosini, 7 января 1931, Fiobbio, Ломбардия — 6 апреля 1957, Fiobbio, Ломбардия) — итальянская святая, католичка из Бергамо, была убита во время попытки изнасилования.
Беатифицирована 4 октября 1987 года в базилике Святого Петра. Считается покровительницей жертв изнасилования и мученицей целомудрия.

## Биография

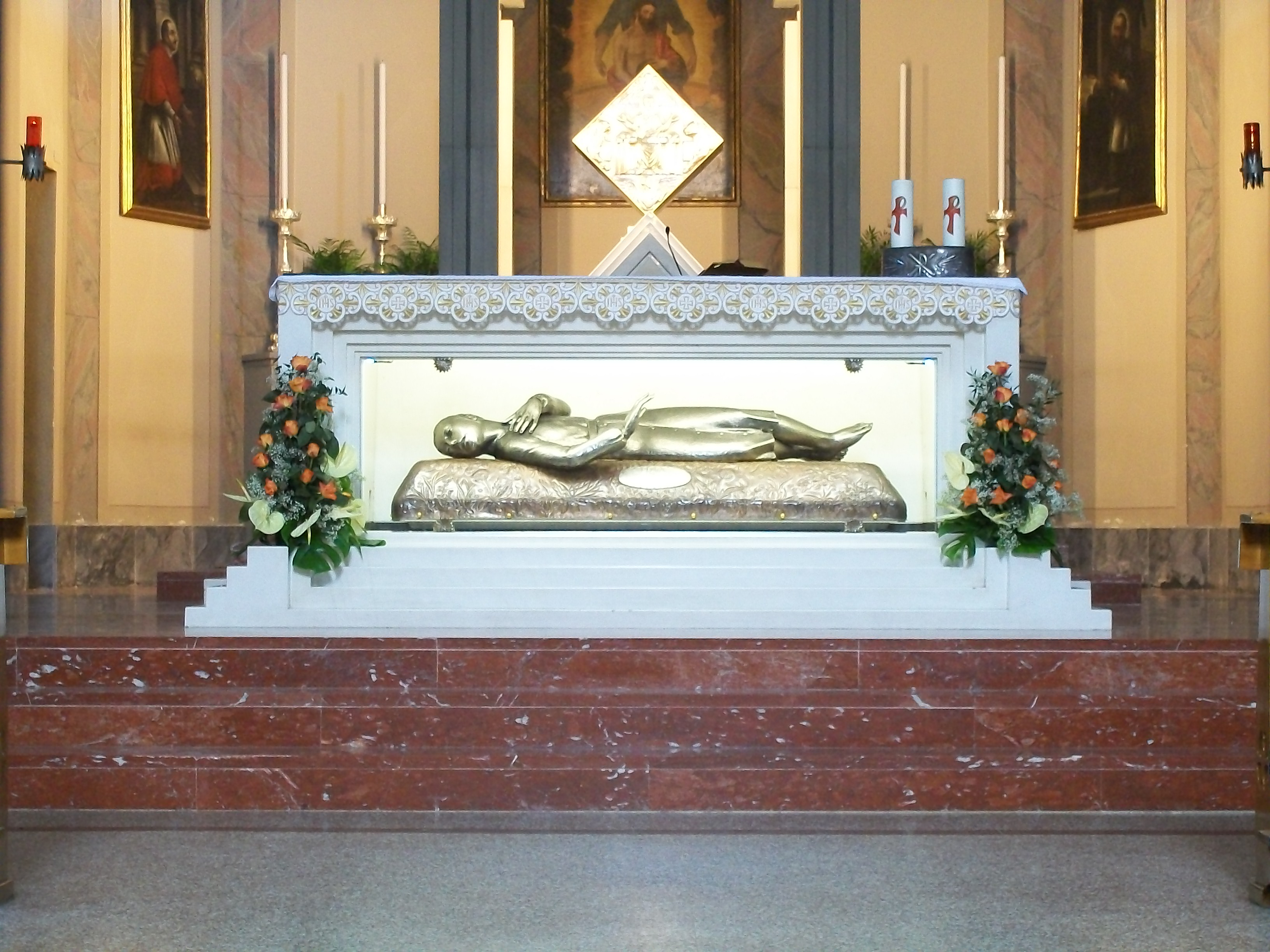
Главный алтарь приходской церкви Фиоббио с мощами блаженной Пьерины Морозини.

Пьерина Морозини родилась в Фиоббио 7 января 1931 года в семье фермеров Рокко Морозини и Сары Норис. Она была старшей из девяти детей в семье. Её крещение состоялось 8 января 1931 года в местной приходской церкви. Она получила конфирмацию 10 января 1931 года от епископа Бергамо Адриано Бернареджи и приступила к Первому Причастию в мае 1938 года.
Морозини прожила своё детство вблизи гор во время Второй мировой войны и вскоре, в 1942 году, стала членом Католического действия. Впоследствии она стала швеей и работала на текстильной фабрике в Альбино. В следующем месяце после несчастного случая она была госпитализирована на короткое время и там встретила священника — капуцина Лучано Молоньи, который стал её духовным наставником. Морозини за всю свою жизнь покидала своё селение один раз, чтобы присутствовать на беатификации Марии Горетти в Риме в 1947 году, и совершила туда паломничество вместе с другими членами Католического действия с 25 по 30 апреля. Каждое утро перед работой она принимала Евхаристию и читала розарий от дома до работы.
Морозини начала надевать кармелитский скапулярий, а также вступила в Третий орден Святого Франциска.
4 апреля 1957 года около 15:00 она шла домой и к ней подошёл мужчина. Он делал непристойные комментарии в её адрес и пытался изнасиловать её; ей не удалось убежать, при попытке насильник забил её камнями. Её брат нашёл Пьерину в луже крови и вызвал помощь, и её немедленно доставили в больницу. Морозини умерла, не приходя в сознании, в больнице Бергамо 6 апреля 1957 года от полученных травм.

## Беатификация

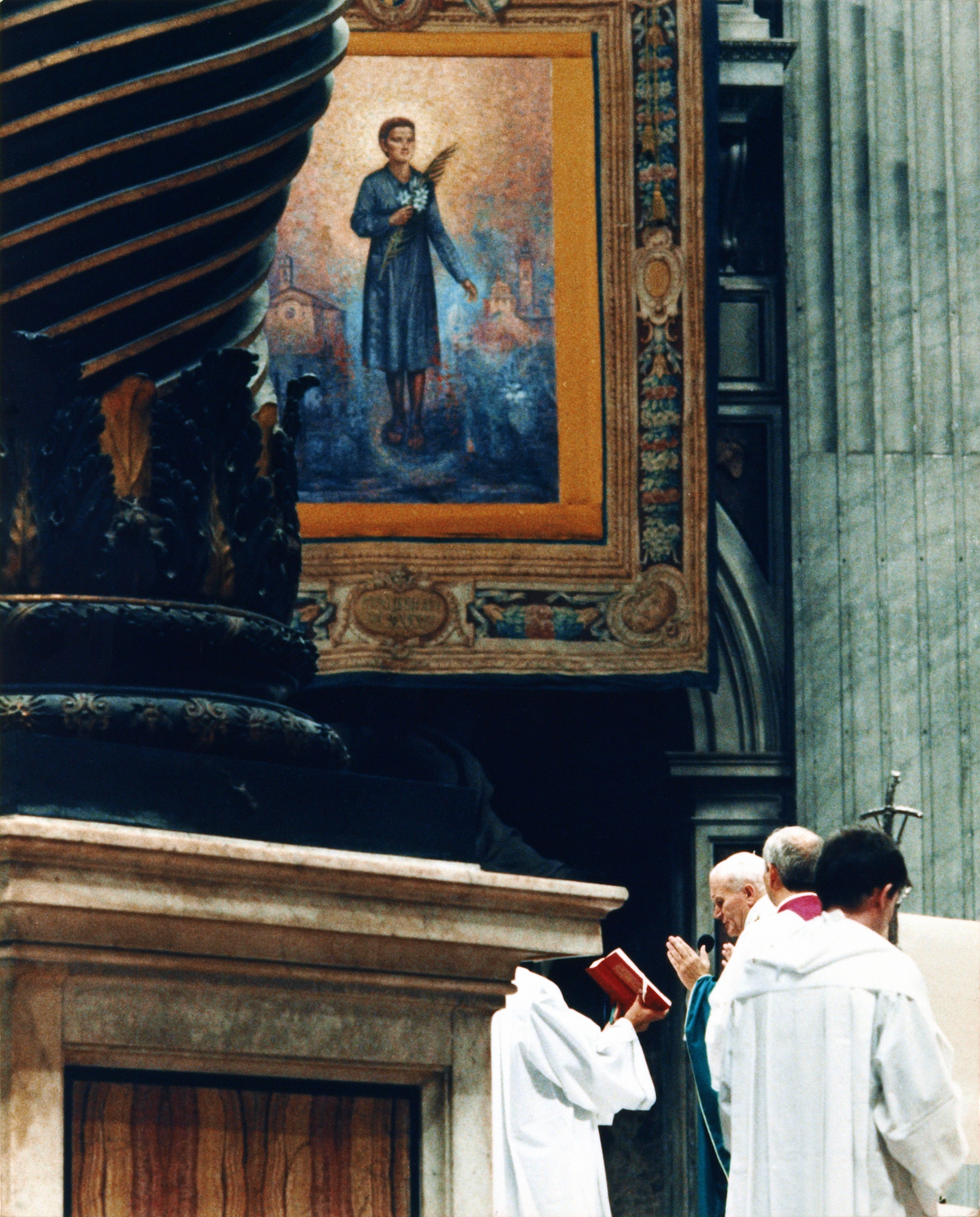
Беатификацию возглавляет папа Иоанн Павел II.

Дело беатификации Пьерины Морозини началось 17 ноября 1979 года после того, как она была титулована Слугой Божьей, а Конгрегация по канонизации святых выдала официальную «nihil obstat»; епархиальный процесс длился с 7 апреля 1980 года до 28 мая 1983 года и получил подтверждение 17 февраля 1984 года, прежде чем последний получил досье Positio в 1986 году. Теологи одобрили дело 13 января 1987 года, а Конгрегация также сделала это 3 июля 1987 года; папа Иоанн Павел II подтвердил, что Морозини умерла «in defensum castitatis» (защищая целомудрие), и поэтому 3 июля 1987 года подтвердил её беатификацию.
Иоанн Павел II беатифицировал Морозини 4 октября 1987 года в соборе Святого Петра.

## Библиография

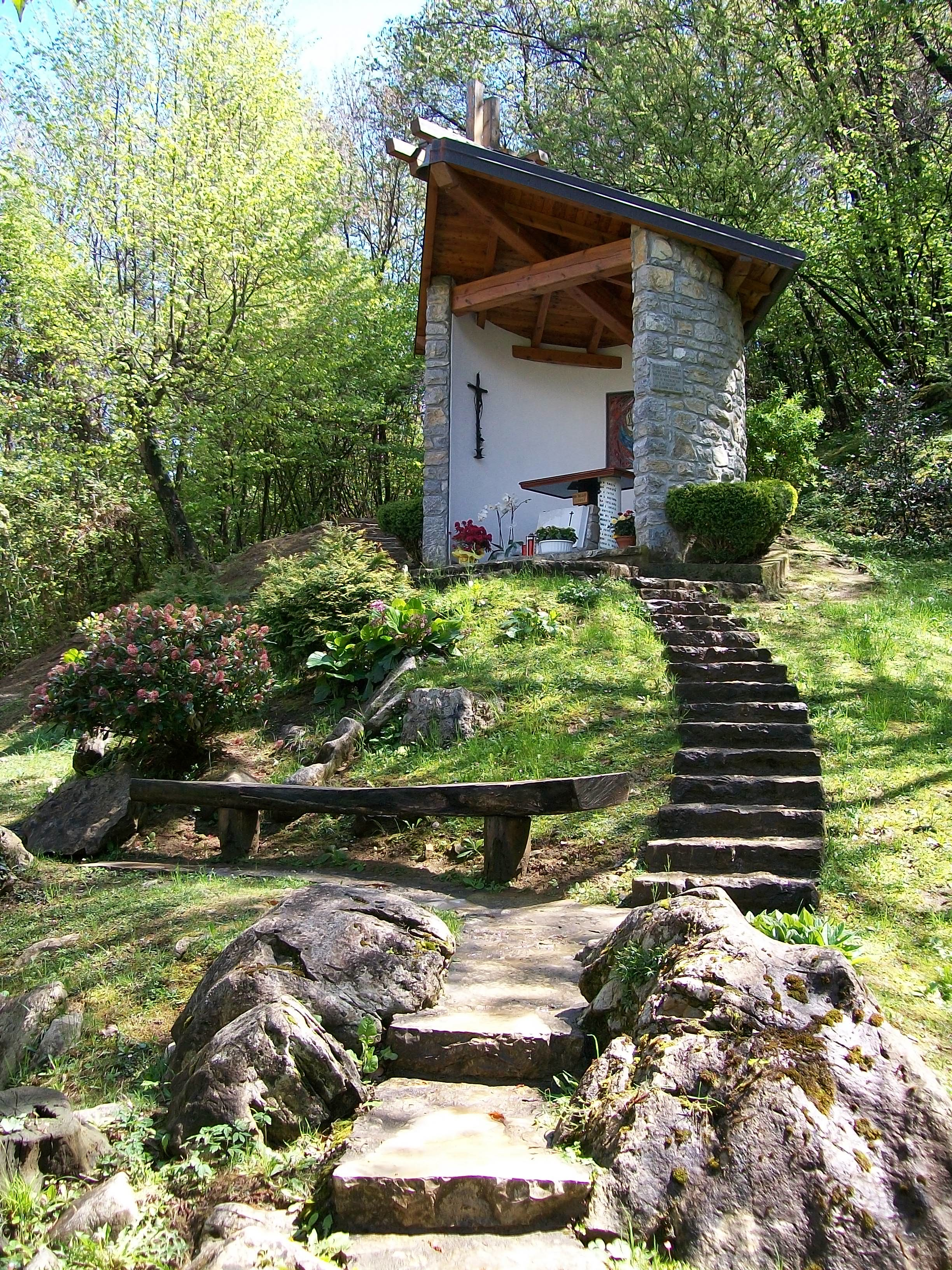
Место мученичества